# 胎内ディアーズ
胎内ディアーズ（たいないディアーズ、英: Tainai Deers）は、日本の新潟県胎内市に本拠地を置くアメリカンフットボールのクラブチーム。Xリーグ1部のX1 Areaに所属する。
前身となった鹿島ディアーズ（かじまディアーズ）及びリクシルディアーズ（LIXIL DEERS）、ディアーズフットボールクラブ（DEERS FOOTBALL CLUB）についてもこのページで説明する。

## 概要
1989年に「鹿島ディアーズ」として鹿島建設の実業団として創部し、翌1990年シーズンから当時の社会人リーグ(現Xリーグ)に加盟した。2014年シーズンより、LIXILをメインスポンサーとするクラブチームに形態を変えて活動。2022年シーズンからはNSGグループに経営権が移り、新潟県胎内市をホームタウンとして活動している。
創部からわずか2年で関東社会人1部リーグへの昇格を果たし、日本社会人選手権には6回出場。1997年と2009年には優勝し、その後のライスボウル（当時は社会人王者VS学生王者）でもどちらも優勝するなどの成績であったが、近年は優勝から遠のいている古豪チームである。
愛称のディアーズは創部以来変わっておらず、「誇り高き雄鹿たち」という意味で命名されたものである。チームカラーはバーガンディ。

## 歴史

### 鹿島時代
1989年に鹿島建設のアメフト経験者を中心に、社内の有志総勢15人で鹿島ディアーズを創部する。当時のスローガンは、「5年で日本一」であった。練習は鹿島建設柴崎グラウンド（東京都調布市）で行なっている。オールジャパンのメンバーが加わり、春季関東社会人トーナメントで優勝した1990年に関東社会人2部に昇格し、さらに1991年には関東社会人1部に昇格し、スピード出世で関東の強豪にのしあがる。この後もオールジャパンのメンバーが続々入部し、1995年には春季パールボウルトーナメント初優勝を果たす。そして、1997年には東京スーパーボウル（現ジャパンXボウル）に出場し、松下電工インパルス（現パナソニック インパルス）を48-12で圧倒し、更にライスボウルでは、法政大学トマホークスを39-0で完封し、創部9年目で日本一に輝く。
しかし、それ以降はFINAL6の常連ではあるが、進出しても、常に敗退しており、東京スーパーボウルに出場回数はわずか2回と苦戦が続いている。一方春季パールボウルトーナメントには今まで5度優勝しており、春は非常に強い鹿島と言える。
2009年にはジャパンXボウルで富士通フロンティアーズを21-14で下し優勝。ライスボウルで関西大学カイザースと対戦し、最終Q残り4秒のラストプレイでフィールドゴールを決め、19-16で勝利。12年ぶり2度目の優勝を果たす。
2013年、創部以来オーナー企業である鹿島建設が当年度をもって支援の打ち切りを表明した。

### LIXIL時代
2014年1月30日に住宅設備大手のLIXILがスポンサー契約を結び、実業団からクラブ化、チーム名も変更した。なお、2014年以降も練習は柴崎グラウンドにて行われている。
2019年ヘッドコーチに高野元秀が就任する。元ヘッドコーチの富永一はオフェンスコーディネーターに。
2021年、LIXILとの契約満了によりチーム名をディアーズフットボールクラブに変更。

### 胎内ディアーズ時代
2022年、経営権を新潟県に本拠を置くNSGグループが取得、チーム名を胎内ディアーズに変更し、ホームタウンを同県胎内市に変更することが発表された。調布市に置いている練習拠点は当面維持するが、10年以内の胎内市への完全移転を目指すとしている。
2023年中川靖士がヘッドコーチに就任。
2024年久保 崇がヘッドコーチに就任。そしてディフェンスコーディネーターを兼任。

## 文化

### マスコット
チームのマスコットキャラクターはDEERくん。鹿をモチーフにしており、背番号33。鹿島ディアーズ時代から活動している。

### チアリーダー
チームのチアリーディングチームとして、『胎内ディアーズチアリーダーズ』（TAINAI DEERS CHEERLEADERS）が活動している。また、DEERSチアリーディングスクールの活動も行っている。

## タイトル

### 社会人リーグ
通算　優勝：2回　準優勝：4回
東京スーパーボウル(1987年～2002年)
- 優勝：1回（1997）
- 準優勝：1回（1999）

ジャパンXボウル(2003年～2020年)
- 優勝：1回（2009）
- 準優勝：3回（2006, 2008, 2012）

ライスボウル(2021～)
- 出場なし

()内はシーズン年度

### 社会人VS学生大会
ライスボウル(～2021年)
- 優勝：2回（1998, 2010）
- 準優勝：0回

()内はライスボウル開催年

## 成績

### 秋季リーグ戦成績
|  |  |  | 優勝 |  | 準優勝 |  | 昇格 |  | 降格 |

#### 1997年-2008年（2ステージ制）
| 年度                       | 所属      | レギュラーシーズン | レギュラーシーズン | レギュラーシーズン | レギュラーシーズン | Final6（プレーオフ）                       |
| 年度                       | 所属      | 勝                 | 敗                 | 分                 | 順位               | Final6（プレーオフ）                       |
| -------------------------- | --------- | ------------------ | ------------------ | ------------------ | ------------------ | ------------------------------------------ |
| 1997                       | X CENTRAL | 10                 | 1                  | 0                  | 1位                | 東京スーパーボウル優勝(初)（対松下電工）   |
| 1998                       | X CENTRAL | 8                  | 2                  | 0                  | 1位                | セミファイナル敗退（対アサヒビール）       |
| 1999                       | X CENTRAL | 9                  | 0                  | 0                  | 1位                | 東京スーパーボウル敗退（対アサヒビール）   |
| 2000                       | X CENTRAL | 6                  | 3                  | 0                  | 3位                | ―                                          |
| 2001                       | X CENTRAL | 9                  | 1                  | 0                  | 1位                | セミファイナル敗退（対アサヒ飲料）         |
| 2002                       | X EAST    | 9                  | 3                  | 0                  | 2位                | クオーターファイナル敗退（対アサヒ飲料）   |
| ジャパンエックスボウル開始 |           |                    |                    |                    |                    |                                            |
| 2003                       | X CENTRAL | 7                  | 1                  | 0                  | 1位                | クオーターファイナル敗退（対アサヒビール） |
| 2004                       | X EAST    | 10                 | 0                  | 0                  | 1位                | クオーターファイナル敗退（対オービック）   |
| 2005                       | X CENTRAL | 9                  | 2                  | 0                  | 1位                | セミファイナル敗退（対松下電工）           |
| 2006                       | X EAST    | 5                  | 3                  | 0                  | 2位                | JXB敗退（対オンワードオークス）            |
| 2007                       | X CENTRAL | 6                  | 2                  | 0                  | 1位                | クオーターファイナル敗退（対オービック）   |
| 2008                       | X CENTRAL | 10                 | 0                  | 0                  | 1位                | JXB敗退（対パナソニック）                  |

#### 2009年-2015年（3ステージ制）
| 年度 | 所属      | 1stステージ | 1stステージ | 1stステージ | 1stステージ | 2ndステージ    | Finalステージ                          |
| 年度 | 所属      | 勝          | 敗          | 分          | 順位        | 2ndステージ    | Finalステージ                          |
| ---- | --------- | ----------- | ----------- | ----------- | ----------- | -------------- | -------------------------------------- |
| 2009 | X CENTRAL | 8           | 1           | 0           | 1位         | Super9：2勝    | JXB優勝(2)（対富士通）                 |
| 2010 | X EAST    | 7           | 1           | 0           | 1位         | Super9：1勝1敗 | ファイナルステージ敗退（対オービック） |
| 2011 | X EAST    | 7           | 0           | 0           | 1位         | Super9：1勝1敗 | ファイナルステージ敗退（対オービック） |
| 2012 | X EAST    | 7           | 1           | 0           | 1位         | Super9：2勝    | JXB敗退（対オービック）                |
| 2013 | X EAST    | 7           | 1           | 0           | 2位         | Super9：1勝1敗 | ファイナルステージ敗退（対オービック） |
| 2014 | X CENTRAL | 7           | 1           | 0           | 1位         | Super9：1勝1敗 | ファイナルステージ敗退（対IBM）        |
| 2015 | X CENTRAL | 5           | 2           | 0           | 2位         | Super9：1勝1敗 | ―                                      |

#### 2016年-2018年（2ステージ制）
| 年度 | 所属      | レギュラーシーズン | レギュラーシーズン | レギュラーシーズン | レギュラーシーズン | プレーオフ                        |
| 年度 | 所属      | 勝                 | 敗                 | 分                 | 順位               | プレーオフ                        |
| ---- | --------- | ------------------ | ------------------ | ------------------ | ------------------ | --------------------------------- |
| 2016 | X CENTRAL | 7                  | 3                  | 0                  | 2位                | クオーターファイナル敗退（対IBM） |
| 2017 | X EAST    | 6                  | 3                  | 0                  | 2位                | クオーターファイナル敗退（対IBM） |
| 2018 | X CENTRAL | 4                  | 5                  | 0                  | 3位                | ワイルドカード敗退（対東京ガス）  |

#### 2019年-現在（Super・Area制）
- 2022年-2023年シーズンはX1 SuperがDiv.AとDiv.Bの2ディビジョンに分かれて実施。
- 2024年シーズンからEAST・CENTRAL・WESTに地区分け

| 年度                                | 所属     | 地区 | レギュラーシーズン | レギュラーシーズン | レギュラーシーズン | レギュラーシーズン | プレーオフ                                               |
| 年度                                | 所属     | 地区 | 勝                 | 負                 | 分                 | 順位               | プレーオフ                                               |
| ----------------------------------- | -------- | ---- | ------------------ | ------------------ | ------------------ | ------------------ | -------------------------------------------------------- |
| 2019                                | X1 Area  |      | 4                  | 2                  | 0                  | 3位                | アサヒビールシルバースターと同率2位のため抽選            |
| 2020                                | X1 Area  |      | 3                  | 0                  | 0                  | -                  | 短縮日程のため交流戦                                     |
| ライスボウルへ移行（Xリーグ決勝戦） |          |      |                    |                    |                    |                    |                                                          |
| 2021                                | X1 Area  |      | 4                  | 2                  | 0                  | 4位                | X1 Superに自動昇格                                       |
| 2022                                | X1 Super |      | 1                  | 4                  | 0                  | A5位               | ―                                                        |
| 2023                                | X1 Super |      | 0                  | 4                  | 1                  | B6位               | Super-Area入替戦敗退（対オール三菱）、X1Area降格         |
| 2024                                | X1 Area  | C    | 6                  | 0                  | 0                  | 1位                | Super-Area入替戦敗退（対富士フイルム海老名）、X1Area残留 |

## 歴代ヘッドコーチ
| シーズン            | 氏名     | 勝  | 負 | 分 | 勝率   |
| ------------------- | -------- | --- | -- | -- | ------ |
| 1989-1992           | 金氏真   | 29  | 6  | 0  | (.829) |
| 1993-1995           | 斎藤茂   | 21  | 12 | 1  | (.618) |
| 1996-2000,2019-2022 | 高野元秀 | 46  | 10 | 0  | (.821) |
| 2001-2016           | 森清之   | 154 | 54 | 0  | (.760) |
| 2017-18             | 富永一   | 10  | 10 | 0  | (.500) |
| 2023                | 中川靖士 | 1   | 7  | 1  | (.125) |
| 2024-               | 久保 崇  | 6   | 0  | 0  | (1.00) |